# OsmAnd
 (avril 2025).
Motif : Où sont les sources indépendantes et centrées de qualité ?
- Archive Wikiwix
- Bing
- Cairn
- DuckDuckGo
- E. Universalis
- Gallica
- Google
- G. Books
- G. News
- G. Scholar
- Persée
- Qwant
- (zh) Baidu
- (ru) Yandex
- (wd) trouver des œuvres sur Wikidata

| 1. | Préciser le motif de la pose du bandeau. | Précisez le motif de la pose du bandeau en utilisant la syntaxe suivante : {{admissibilité à vérifier\|date=avril 2025\|motif=remplacez ce texte par le motif}}             |
| 2. | Informer les utilisateurs concernés.     | Pensez à avertir le créateur de l'article, par exemple, en insérant le code ci-dessous sur sa page de discussion : {{subst:avertissement admissibilité à vérifier\|OsmAnd}} |

OsmAnd est une application de cartographie et de navigation sur Android et iOS. Elle est disponible en versions gratuite et payante. Les versions Android et iOS sont libres. Les cartes utilisées sont celles d'OpenStreetMap. Elles peuvent être stockées localement et l'application peut fonctionner hors-ligne.
Le logiciel est traduit dans environ 80 langues via la plateforme de traduction collaborative Weblate.

## Versions
La version Android payante OsmAnd+ n'a pas de limite de téléchargement et propose quelques fonctionnalités supplémentaires, de même que la version libre et gratuite OsmAnd~ qui est proposée sur F-Droid.
La version Android gratuite qui est proposée sur Google Play, est limitée à sept téléchargements de cartes (les mises à jour comptent comme des téléchargements,,).
La version iOS est disponible sur l'App Store.
L'abonnement mensuel OsmAnd Live, permet la mise à jour horaire (au lieu de mensuelle) des cartes. La moitié des contributions est reversée aux contributeurs d'OpenStreetMap qui ont enregistré un compte Bitcoin.

## Fonctionnalités
OsmAnd (OSM Automated Navigation Directions) est une application de cartographie et de navigation se basant sur les données mondiales d’OpenStreetMap (OSM). Toutes les données de cartographie peuvent être stockées sur la mémoire de l’appareil pour pouvoir utiliser l’application sans connexion. OsmAnd permet le routage et la navigation en utilisant le GPS de l’appareil pour un usage en voiture, à pied ou à vélo. Les fonctionnalités principales sont accessibles avec ou sans connexion Internet.

## Réseau routier 2019
- Transports publics
- Avis sur les emplacements
- Améliorations sur les voyages et les Wikivoyage
- Améliorations sur la version iOS : OsmAnd Live, Quick Action, OSM Editing
- Affichage par l’algorithme OpenGL[11]

## Licences
Le développement d’OsmAnd est géré sur GitHub et le code source est disponible suivant la licence GNU General Public License version 3. L’application est disponible sur Google Play dans une version gratuite et une autre version payante (OsmAnd+) qui fonctionne comme une donation au développeur, déverrouille la limite de téléchargement des cartes et fournit un accès aux points d’intérêt Wikipédia et à leur description au sein de l’application. Une version communautaire compilée spécifiquement de  OsmAnd+ nommée OsmAnd~ qui ne dépend pas des services Google Play est aussi disponible sur F-Droid.
Une partie des graphismes – comme les icônes et les bannières, etc. – est sous Licence Creative Commons Avec Attribution Non-commercial Pas de modification (CC-BY-NC-ND) 
Les propositions de révision par des contributeurs extérieurs – tant pour Android que pour iOS  – sont sous licence MIT.

## Développeur
OsmAnd est développé par une entreprise à responsabilité limitée néerlandaise, OsmAnd B.V. située à Amstelveen aux Pays-Bas ,.

## Articles et citations sur le web
OsmAnd est cité à plusieurs reprises dans la presse spécialisée, et notamment sur Numerama, Frandroid, Les Numériques et également sur le wiki d'OpenStreetMap. Le site Android Authority mentionne l'application dans un article, qui fait l'objet d'articles ailleurs sur le web,.